# Publikt
Publikt är en fackförbundstidning med nyhetskaraktär som fokuserar på statligt ägda och statligt finansierade verksamheter. Den ges ut av Fackförbundet ST och riktar sig till förbundets medlemmar och andra intresserade. Tidningen hette innan 2012 ST Press och innan 2004 Statstjänstemannen. Papperstidningen kommer ut 8 gånger per år och har en upplaga på 91 200 . Tidningen har även en webbupplaga som uppdateras dagligen.